# Kraftwerk Stuttgart-Münster
Das Kraftwerk Stuttgart-Münster ist ein Dampfsammelschienenkraftwerk bestehend aus einer Müllverbrennung und Kohlekesseln sowie 3 Gasturbinen (Brennstoff Öl) in Stuttgart. Es wird je nach Situation wärmegeführt oder stromgeführt als Heizkraftwerk durch EnBW AG betrieben. Das seit 1908 bestehende, direkt am Neckar gelegene Kraftwerk der EnBW hat überdies drei Gasturbinen zur reinen Stromerzeugung. Von 1933 bis 1976 erfolgte im Kraftwerk Stuttgart-Münster auch Bahnstrom-Erzeugung. Der Großteil der Anlage gehört zum Stadtbezirk Stuttgart-Bad Cannstatt, nur das Kohlelager und der Müllbunker, dessen Verbindungsbau zur Abfallverbrennungsanlage vom Eisenbahnviadukt Stuttgart-Münster überquert wird, liegen auf der Gemarkung Münster.
Am 1964 erbauten, 180 Meter hohen Schornstein mit einem Durchmesser zwischen 14 und 8 Metern befinden sich auch mehrere Sendeantennen für lokale Rundfunksender.

## Überblick und technische Daten
Das Kraftwerk hat eine Leistung von 109,5 MWel und 450 MWth. Der Anlagenkomplex besteht aus insgesamt drei Kohlekesseln (mittlerweile stillgelegt), drei Müllkesseln, zwei Kondensationsturbinen, einer Gegendruckturbine sowie der (aus drei einzelnen Turbinen bestehenden) Gasturbinenanlage (Ölfeuerung) sowie einem Gesamtmüllbunker.

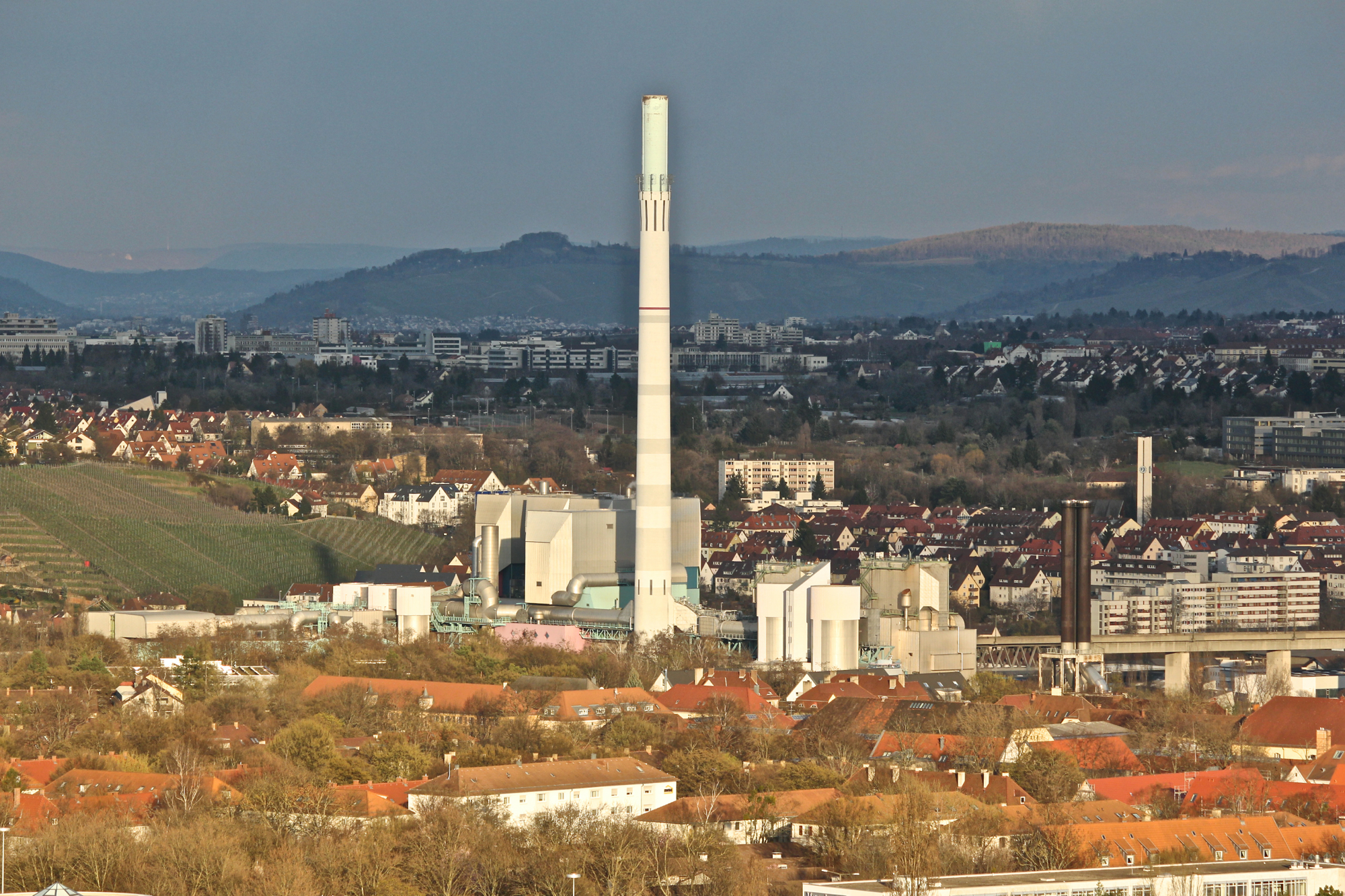
Kraftwerk mit Eisenbahnviadukt
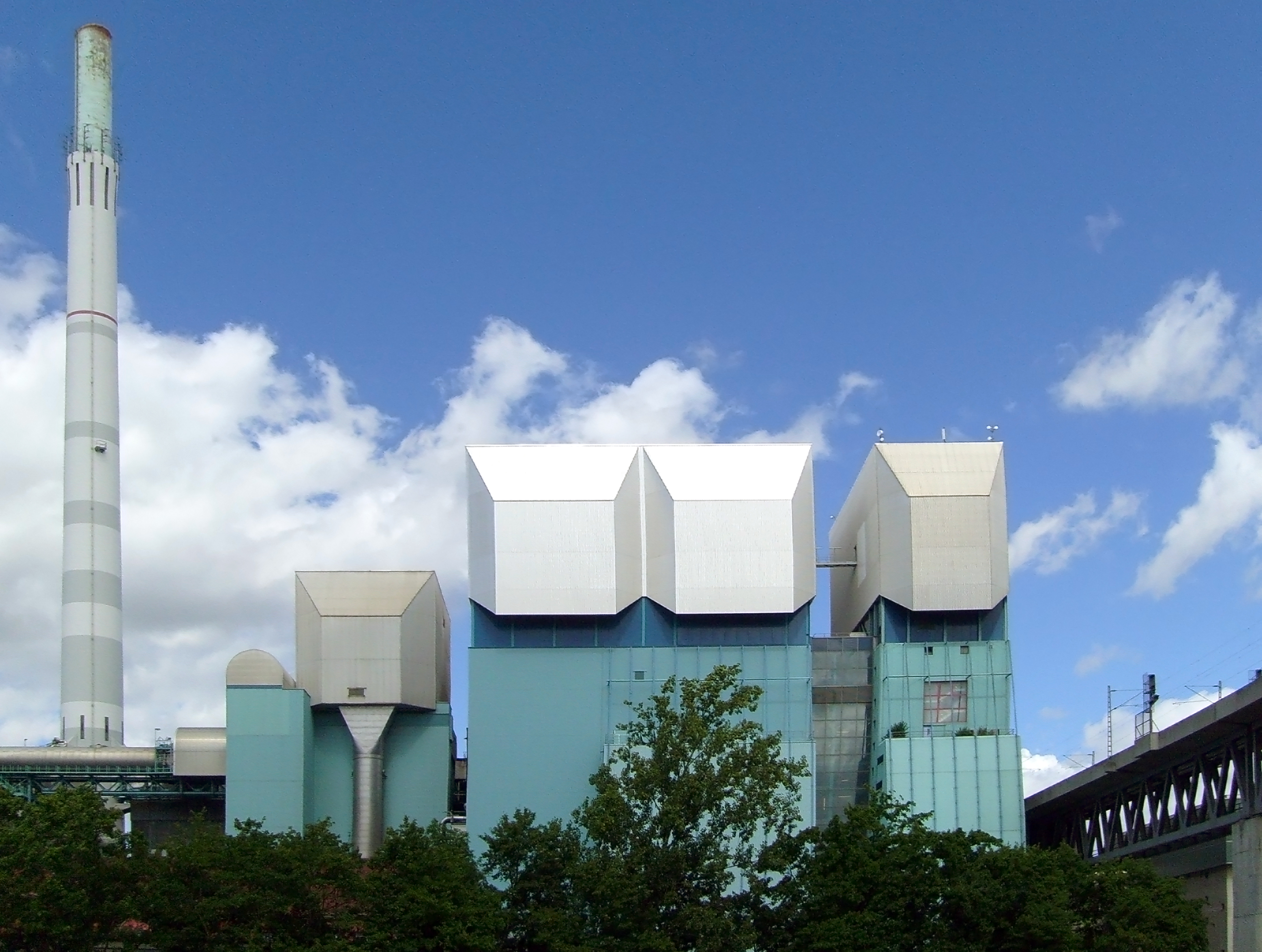
Das Kraftwerk vom Neckar gesehen
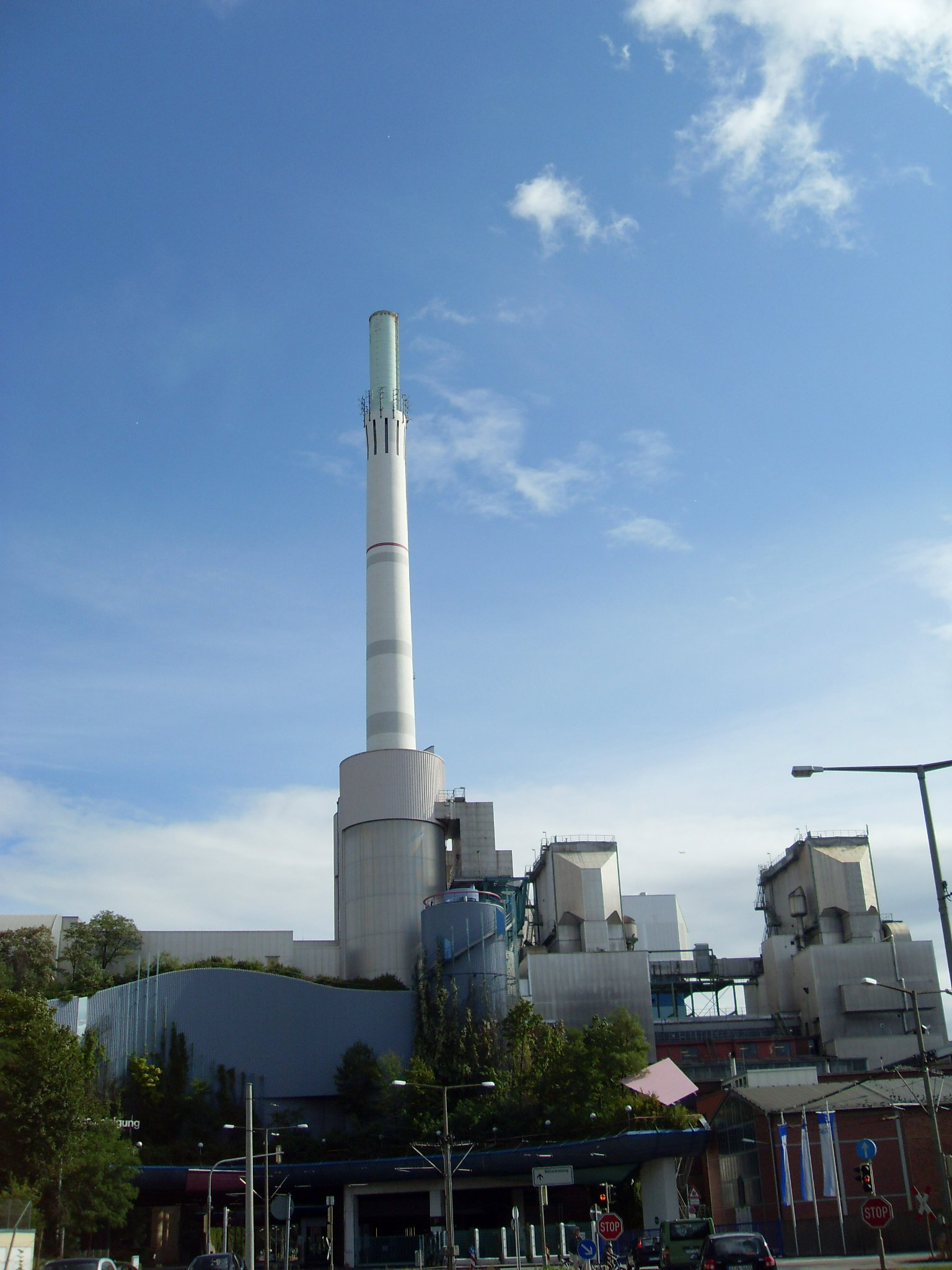
Das Kraftwerk Münster, von der Ecke Neckartal-/Haldenstraße gesehen
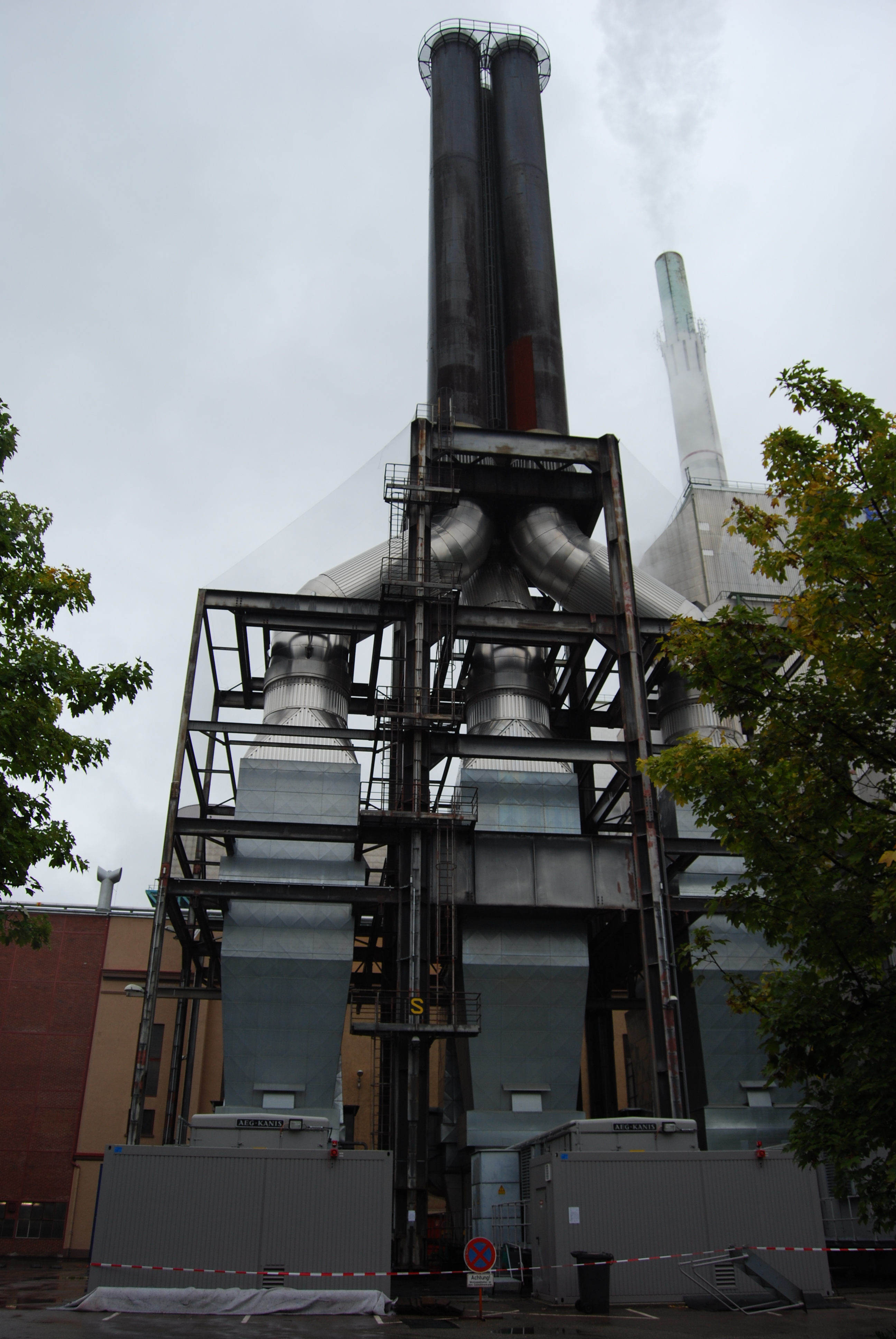
Die Gasturbine des Kraftwerks
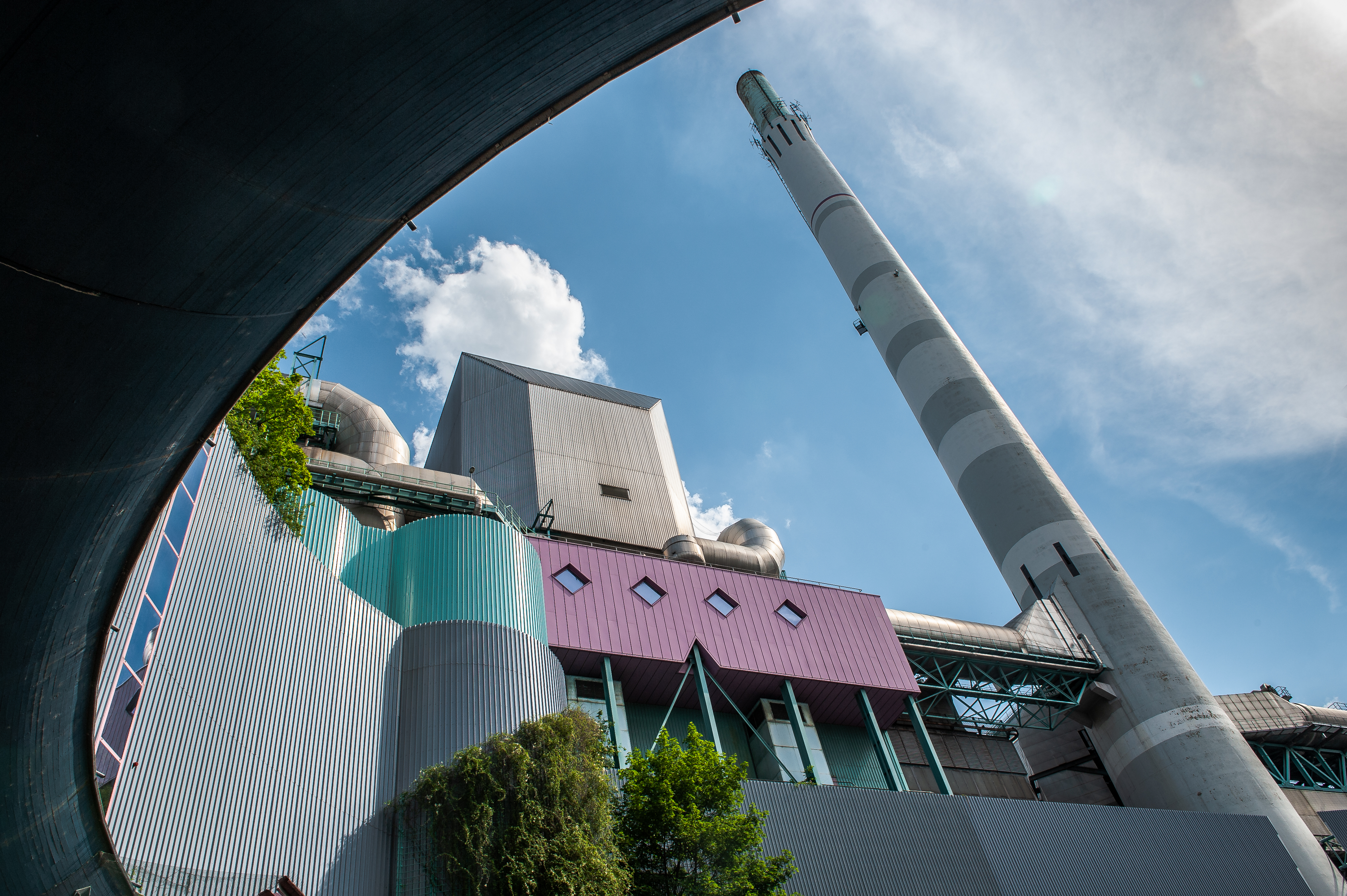
Fassade auf der Straßenseite
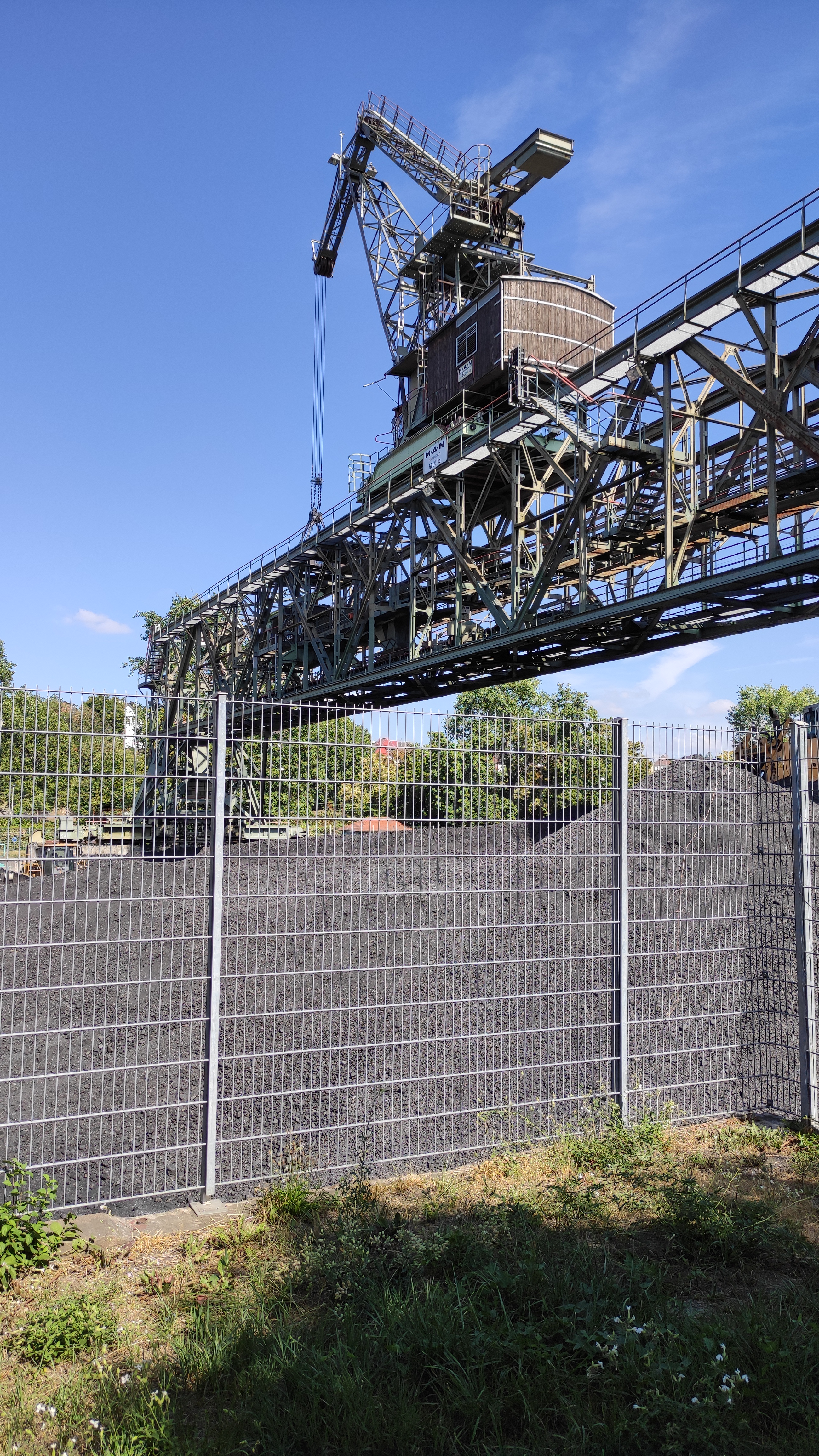
Kohlelager mit Kran, Blick vom Neckar

## Kohlekraftwerk
Das gesamte Heizkraftwerk wird i. d. R. kraft-/wärmegekoppelt betrieben. Überwiegend während der Heizperiode können bis zu drei Kohlekessel ergänzend zu der Abfallverbrennung betrieben werden. Alle Kessel werden mit Dampfparametern 510 °C/60 bar betrieben. Die dadurch gewonnene Wärme wird für die Fernwärmeversorgung in Stuttgart genutzt (zusammen mit den Heizkraftwerken Stuttgart-Gaisburg und Altbach/Deizisau) sowie zur Gewinnung von elektrischer Energie. Hierfür hat das Kraftwerk Münster drei Dampfturbinen.
Das Abgas aus der Kohleverbrennung wird in der Rauchgasentschwefelungsanlage (REA) entschwefelt. Diese Anlage wurde direkt über der Neckartalstraße gebaut.

## Umbau zum Gaskraftwerk
Am 31. März 2021 gab die EnBW bekannt, dass das Kraftwerk von 2023 bis 2025 von Kohle auf Erdgas bzw. perspektivisch auf den Betrieb mit Wasserstoff umgerüstet wird. Im Frühjahr 2023 begannen die Umbauarbeiten. Die Inbetriebnahme erfolgte am 11. April 2025. Am 13. April 2025 fand ein Tag der offenen Tür statt, bei dem die Bevölkerung das neue Kraftwerk besichtigen konnte.

## Müllverbrennung
Im Kraftwerk Münster wird der Müll aus Teilen Stuttgarts sowie aus dem Rems-Murr-Kreis, den Landkreisen Esslingen, Reutlingen, Tübingen, Heilbronn und Konstanz sowie dem Zollernalb- und dem Bodenseekreis verbrannt. Hierfür stehen seit dem 11. April 2007 insgesamt wieder drei Müllkessel (K21/22/26) zur Verfügung. Zeitgleich wurden zwei alte Müllkessel (K27/28) aus den 1960er Jahren stillgelegt. Nach ursprünglichen Plänen sollte das Kraftwerk Münster in den 1990er Jahren komplett stillgelegt werden und dafür in Schwaikheim (Rems-Murr-Kreis), im Gewann Dornhau, eine neue Müllverbrennungsanlage gebaut werden. 1991 vergab der Kreistag des Rems-Murr-Kreises die Planungsaufträge für die neue Anlage. Wegen Protesten der Bevölkerung wurden diese Pläne jedoch 1996 endgültig aufgegeben.
Die jährlich verbrannte Menge beträgt mehr als 420.000 t.
Die gewonnene Energie aus der Müllverbrennung wird ganzjährig auf die Sammelschiene gegeben und zur Gewinnung von Fernwärme und Strom genutzt.
Die Abgase der Abfallverbrennung (AVA) werden in drei Rauchgaswaschanlagen (RWA) gereinigt. Diese wurde ebenfalls über der Neckartalstraße gebaut. Dabei handelt es sich um drei nasschemische und abwasserfreie Reinigungsstraßen mit nachgeschaltetem KAT.

## Gasturbinenkraftwerk
Außerdem verfügt das Kraftwerk über drei Gasturbinen, die ebenfalls zur Gewinnung von elektrischer Energie genutzt werden. Als Brennstoff wird Heizöl EL (Heizöl extra leicht) genutzt. Die Bezeichnung Gasturbine bezieht sich auf die Verwendung des Rauchgases im Arbeitsprozess einer Gasturbine.

## Großwärmepumpe
Im April 2024 wurde eine Wasser-Wasser Großwärmepumpe mit rd. 24 MW thermischer Leistung in Betrieb genommen. Diese nutzt Kühlwasser, das aufgrund des geringer Temperaturniveaus nicht für die Fernwärme genutzt werden kann, als primärseitige Wärmequelle. Auf diese Weise wird zusätzliche Wärme verfügbar gemacht, die dann ins Fernwärmenetz eingespeist wird. Rechnerisch soll die Wärmepumpe Wärme für etwa 10.000 Haushalte liefern. Der Anteil klimaneutraler Fernwärme in Stuttgart soll damit von ca. 10 auf ca. 25 % steigen, die Kohlenstoffdioxid-Emissionen um ca. 15.000 Tonnen pro Jahr fallen. Durch die besserer Energieausnutzung wird zudem kühleres Kühlwasser in den Neckar geleitet und somit der Wärmeeintrag in den Fluss reduziert.

## Wasseraufbereitungsanlage
Eine zentrale Wasseraufbereitungsanlage zum Reinigen von verunreinigtem Wasser ist ebenfalls auf dem Gelände des Kraftwerkes zu finden. Außerdem wird dort Neckarwasser zur Verwendung im Kraftwerk aufbereitet (Neckarwasservorreinigung und Wasseraufbereitung).
Das Kraftwerk verfügt seit 2005 über einen neuen modernen Leitstand, von welchem zentral das gesamte Kraftwerk gesteuert wird.

## Netzanschluss
Der Netzanschluss erfolgt auf der 110-kV-Hochspannungsebene in das Stromnetz des Verteilnetzbetreibers Netze BW. Alle zum Kraftwerk führenden Leitungen sind als Erdkabel ausgeführt.

## Sonstiges

### Verkehrsanschluss
Bis Dezember 2000 war das Kraftwerk über die Industriebahn Münster–Cannstatt an das Eisenbahn-Schienennetz angeschlossen. Über diese wurde bis ca. 1995 ein Teil der Kohle angeliefert. Die Anlieferung von Steinkohle erfolgt heute ausschließlich per Schiff.

### Sendeanlage
Im Jahr 2000 wählte die Landesanstalt für Kommunikation im Rahmen der Ausschreibung von weiteren Übertragungskapazitäten für private Rundfunkveranstalter den 180 Meter hohen Schornstein des Kraftwerks als neuen Senderstandort aus. Ein Grund dafür war, dass die Koordinierung von vier neuen Frequenzen an den bestehenden, exponierten Senderstandorten in Stuttgart nicht möglich war. Ende 2002 begann der Testbetrieb, seit 2003/04 senden von hier regulär sechs Hörfunkprogramme, seit 2013 auch Metropol FM.

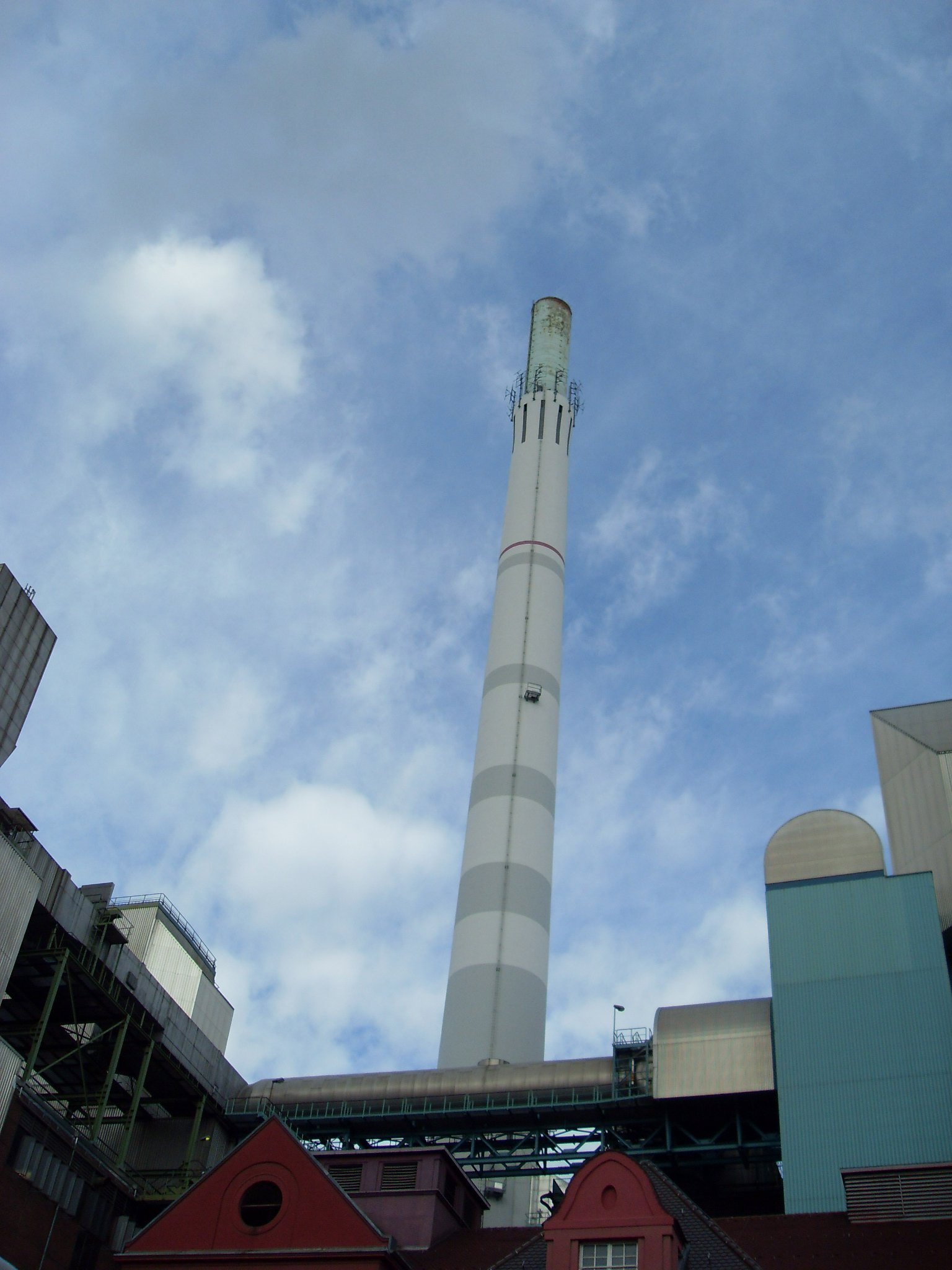
Der 180 Meter hohe Schornstein mit den Sendeanlagen
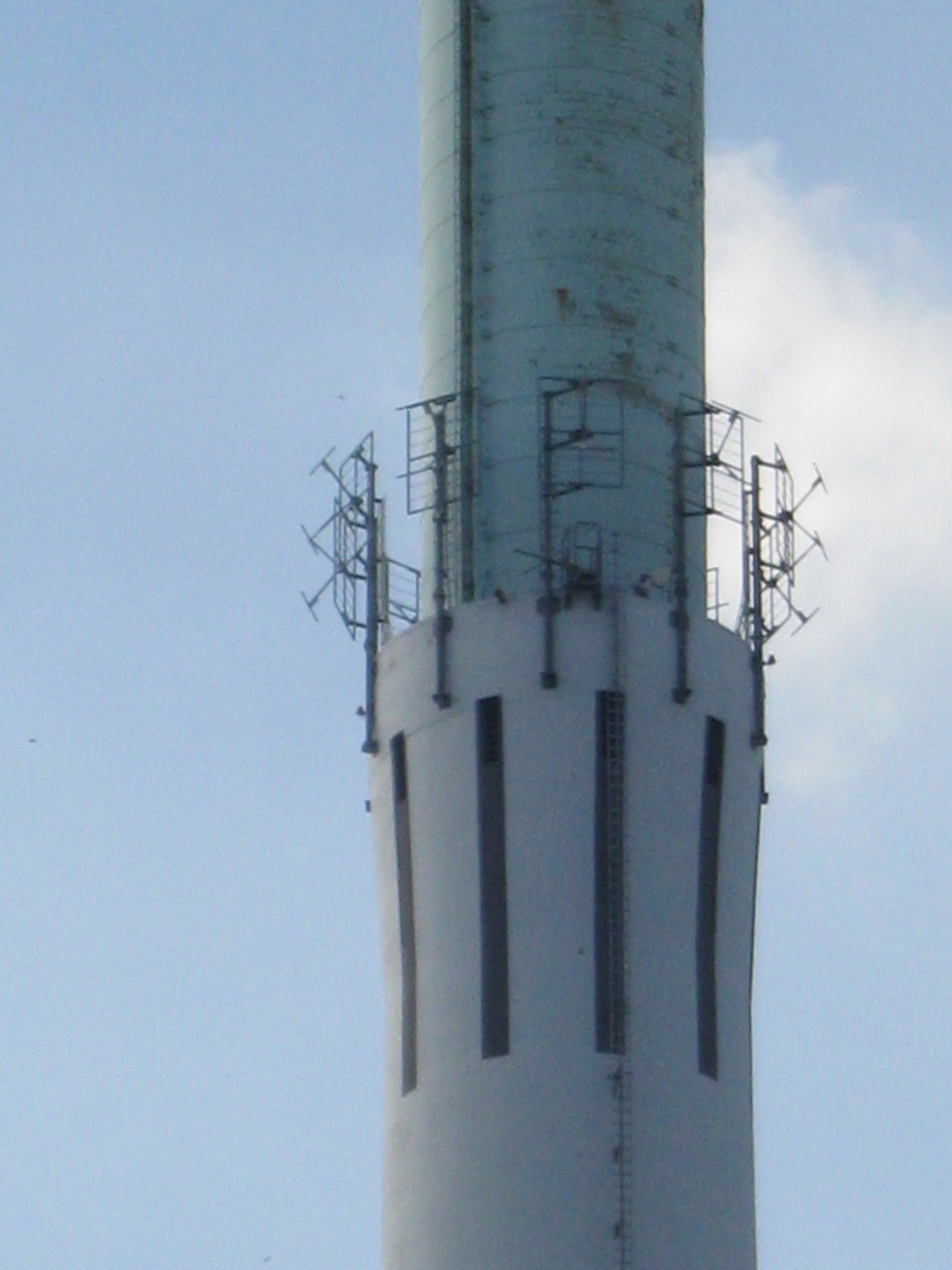
Die Sendeantennen im Detail

| Frequenz (MHz) | Programm                   | RDS-PS   | RDS-PI | Regionalisierung | ERP (kW) | Antennendiagramm rund (ND)/ gerichtet (D) | Polarisation horizontal (H)/ vertikal (V) |
| -------------- | -------------------------- | -------- | ------ | ---------------- | -------- | ----------------------------------------- | ----------------------------------------- |
| 88,6           | Horads 88,6                | _HoRadS_ | 150D   | –                | 1        | D (150–260°)                              | H                                         |
| 95,4           | Radyo Metropol FM          | METROPOL | 102B   | –                | 1        | D (180–230°)                              | H                                         |
| 96,0           | Deutschlandfunk            | __DLF___ | D210   | –                | 0,5      | D (60–250°)                               | H                                         |
| 97,2           | egoFM                      | _egoFM__ | 1014   | –                | 1        | D (20–310°)                               | H                                         |
| 99,2           | Freies Radio für Stuttgart | FRS_99.2 | 160B   | –                | 0,3      | ND                                        | H                                         |
| 103,9          | Klassik Radio              | KLASSIK_ | D75B   | –                | 2        | ND                                        | H                                         |
| 104,9          | sunshine live              | sunshine | D409   | –                | 1        | D (20–120°, 240–330°)                     | H                                         |